# Окаяма
 Тази статия е за града в Япония.  За префектурата вижте Окаяма (префектура).  
Окаяма (по английската Система на Хепбърн: Okayama) е столичен град на префектура Окаяма в региона Тюгоку, Япония.
Градът е известен с Коракенските градини и с черния замък Окаяма, който е с модерна реконструкция.
Окаяма е един от малкото градове в Япония, които имат трамвайна система. Налице е жп възел. По отношение на икономика присъства развито самолетостроене, алуминиева, електротехническа, текстилна промишленост и транспортно машиностроене. В Окаяма има и университет.

## Побратимени градове
- Лоян, Китай (1981)
- Пловдив, България (1972)
- Пучхон, Южна Корея (2002)
- Сан Хосе (Калифорния), САЩ (1957)
- Сан Хосе, Коста Рика (1969)
- Синчу, Тайван (2003)